# Alexandra David-Néel
Alexandra David-Néel urodzona jako Louise Eugenie Alexandrine Marie David, po mężu Néel (ur. 24 października 1868 w Saint-Mandé, zm. 8 września 1969 w Digne-les-Bains) – francuska orientalistka, znawczyni Tybetu, śpiewaczka operowa, dziennikarka, odkrywczyni, anarchistka, buddystka i pisarka. Jako pierwsza kobieta z Europy dotarła do Tybetu.

## Życie
Alexandra David-Néel urodziła się 24 października 1868 roku pod Paryżem, jako córka Louis Davida. W wieku 2 lat wraz z rodzicami zamieszkała w Brukseli. Była urodzoną podróżniczką, już jako kilkuletnie dziecko uciekała z domu i przerażeni rodzice musieli jej szukać po okolicy. Nie potrafiła usiedzieć w domu, pociągał ją świat, obce kraje i niekończące się wyprawy gdzie oczy poniosą.
W wieku 21 lat miała już na swoim koncie samotną podróż do Londynu i Szwajcarii oraz wyprawę rowerową do Hiszpanii i dookoła Francji.
W młodości miała kontakt z anarchistą Élisée Reclusem, który zapoznał ją z prądami anarchistycznymi i feministycznymi tamtych czasów. Zainspirowało ją to do pierwszych publikacji, została współpracowniczką „feministycznej” gazety La Fronde, stworzonej przez Marguerite Durand i prowadzonej wspólnie przez kobiety. Uczestniczyła w zjazdach Krajowej Rady Kobiet Francuskich, ale odrzucała niektóre ze zgłaszanych tam postulatów (np. prawo głosu), opowiadając się raczej za walką o emancypację w wymiarze ekonomicznym, gdyż zasadniczą przyczynę niedoli kobiet postrzegała w tym, iż nie mogły być niezależne finansowo.
Jej zainteresowania sięgały także poza Europę. Zafascynowała ją filozofia Dalekiego Wschodu, więc rozpoczęła studia orientalistyczne w Paryżu. W 1890 roku Alexandra David pojechała do Indii. Przemierzyła ten kraj wzdłuż i wszerz. Wróciła do Europy zauroczona tamtejszą kulturą i zachwycona krajobrazami.
Wkrótce wyruszyła w następną podróż, tym razem do północnej Afryki. Tam w 1900 poznała inżyniera Philippe’a Néela de Saint-Sauveur, któremu udało się skłonić ją do małżeństwa wieku 36. Ślub odbył się 4 sierpnia 1904. Jednak życie rodzinne zupełnie jej nie pociągało i Néel musiał pogodzić się z tym, że jego żona przedkłada włóczęgę nad domowe pielesze.
W 1911 roku Alexandra David-Néel ruszyła ponownie do Indii. Wyjeżdżając obiecała mężowi, że wróci po kilkunastu miesiącach. Zobaczyli się ponownie dopiero w 1925 roku. Ale tylko na chwilę, bo Aleksandra znów wyruszyła na wyprawę.
Podczas kilkudziesięciu lat spędzonych na wędrówkach Alexandra David-Néel z niezwykłą pasją zgłębiała tajemnice środkowej Azji.
Poznała sanskryt, czyli starożytny indyjski język, w którym przed wiekami spisano wiele dzieł literackich oraz którego używa się podczas ceremonii religijnych. Nauczyła się również języka tybetańskiego.
Znajomość języków, odwaga i upór pozwoliły jej dotrzeć do miejsc najważniejszych dla kultury tego regionu, czyli do klasztorów buddyjskich. Alexandra poznała tam mnichów, nauczycieli i przewodników duchowych buddyzmu, którzy w Indiach noszą miano guru, a w Tybecie zwani są Lamami.
Rozmowy z mędrcami pozwoliły jej poznać filozofię wschodu, a z czasem nawet uzyskać godność lamy.

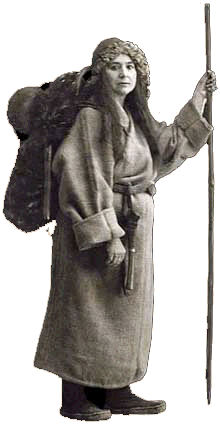
Alexandria David-Néel w Lhasa w 1924

W jednym z klasztorów spotkała młodego mnicha, który nazywał się Aphur Yongden. Został on przewodnikiem David-Néel, a z czasem jej wiernym towarzyszem podróży.
Wraz z Yongdenem przemierzyła Himalaje, udało jej się przetrwać zimę wśród najwyższych gór świata. Pokonywała również granice ustanowione przez ludzi. Jej największym marzeniem stało się odwiedzenie stolicy Tybetu, ale zabraniano jej tam wyjechać ze względu na panującą tam wojnę. Przebrana za żebraczkę przedostała się do zamkniętej stolicy Tybetu, Lhasy.
Do Francji po 14-letniej podróży wróciła z Yongdenem, który stał się dla niej jak syn. Po powrocie napisała o Azji wiele książek, a tłumaczenie świętych tekstów, które przywiozła zajęły jej długie lata. W 1937 roku, ponownie wyjechała do Azji, gdzie II Wojna światowa zatrzymała ją na 9 lat. 
Alexandra David-Néel zawędrowała wtedy do Japonii, Korei, przewędrowała Chiny i Mongolię. Swoją ostatnią podróż do Indii odbyła w wieku 78 lat.
Później wróciła do Francji i tam żyła jeszcze bardzo długo, spisując wszystkie swoje przygody i wiedzę o świecie zdobytą w trakcie wielu lat podróżowania. Napisała w sumie 11 książek o Tybecie. 
W czerwcu 1959 przedstawiono ją młodej kobiecie Marie-Madeleine Peyronnet, którą przyjęła na swoją osobistą sekretarkę. Marie-Madeleine pozostała z nią do samego końca „czuwając nad nią jak córka nad matką – a czasem jak matka nad nieznośnym dzieckiem – ale także jak uczennica na usługach swego guru”, jak napisał Jacques Brosse. 
W wieku 100 lat wystąpiła o nowy paszport mając nadzieję na ostatnią podróż. Jednak już nigdzie nie pojechała.
Zmarła 8 września 1969 roku, dożywszy prawie 101 lat.

## Twórczość
Uwaga: tytuły i nazwy wydawnictw odnoszą się do ostatnich publikacji. Bibliografia w ujęciu historycznym dostępna na oficjalnej stronie
- 1898: Pour la vie – réflexions sur tous les faits de société (Éditions « les nuits rouges »)
- 1909: Le féminisme rationnel (Éditions « les nuits rouges »)
- 1911: Le Bouddhisme du Bouddha (Éditions du Rocher)
- 1927: Voyage d’une Parisienne à Lhassa (Plon)
- 1929: Mystiques et magiciens du Tibet (Plon)
- 1930: Initiations lamaïques (Pygmalion)
- 1931: La Vie surhumaine de Guésar de Ling: L’Iliade des Tibétains (Éditions du Rocher) – we współpracy z Lamą Yongdenem
- 1933: Au pays des brigands-gentilshommes (Plon)
- 1935: Le Lama au cinq sagesses (Plon) – Mipam – Lama pięciu mądrości (Wyd. M. Arcta, Warszawa 1936)
- 1938: Magie d’amour et magie noire (Plon)
- 1939: Le Bouddhisme: ses doctrines et ses méthodes (Éditions du Rocher)
- 1940: Sous des nuées d’orage (Plon)
- 1949: Au cœur des Himalayas: le Népal (Pygmalion)
- 1951: Astavakra Gita – reedycja (data nieznana) w jednym tomie « Astavakra Gita – Avadhuta Gita, poèmes sanscrits védantins » w Éditions du Rocher
- 1951: Les Enseignements secrets des bouddhistes tibétains (Pygmalion)
- 1951: L’Inde hier, aujourd’hui, demain
- 1952: Textes tibétains inédits (Pygmalion)
- 1953: Le Vieux Tibet face à la Chine nouvelle (Plon)
- 1954: La Puissance du néant, powieść Lamy Yongdena, przetłumaczona i opatrzona przypisami przez A. D.-N. (Plon)
- Grammaire de la langue tibétaine parlée
- 1958: Avadhuta Gita – reedycja (data nieznana) w jednym tomie « Astavakra Gita – Avadhuta Gita, poèmes sanscrits védantins » w Éditions du Rocher
- 1958: la Connaissance transcendante (Pygmalion)
- 1961: Immortalité et réincarnation (Éditions du Rocher)
- L’Inde où j’ai vécu (Plon)
- 1964: Quarante siècles d’expansion chinoise (Plon)
- 1970: En Chine – l’Amour universel et l’Individualisme intégral (Plon) – wydanie pośmiertne
- 1972: Sortilèges du mystère (Plon) – wydanie pośmiertne
- 1975: Vivre au Tibet: cuisine, traditions et images (Robert Morel éditeur, Apt) – wydanie pośmiertne
- 1975: Journal de voyage: Lettres à son mari, 11 août 1904 – 27 décembre 1917. Vol. 1 (Ed. Marie-Madeleine Peyronnet)
- 1976: Journal de voyage: Lettres à son mari, 14 janvier 1918 – 31 décembre 1940. Vol. 2 (Ed. Marie-Madeleine Peyronnet)

## Studia na temat Alexandry David-Néel
- Le Tibet d’Alexandra David-Néel, album fotograficzny(Plon, 1979)
- Marie-Madeleine Peyronnet, Dix ans avec Alexandra David-Néel (Plon, 1973, reedycja 1998)
- Joëlle Désiré-Marchand, Les itinéraires d’Alexandra David-Néel (Arthaud, 1996)
- Eric Le Nabour, Alexandra David-Néel (Lattès-Ushuaia, 1992)
- Jean Chalon, Le lumineux destin d’Alexandra David-Néel, Librairie académique Perrin, 1985
- Jacques Brosse, Alexandra David-Neel (Retz, 1978, reedycja Albin Michel, 1991)